# Ben Bulben
Ben Bulben (ook wel Benbulben, Ben Bulbin of Benbulbin; in het Iers Binn Ghulbain) is een tafelberg in het graafschap Sligo in Ierland. Hij is 527m hoog en ligt ca. 10 km noordelijk van de plaats Sligo. De berg heeft een opvallend profiel en hoort met Knocknarea en Croagh Patrick bij de bekendste bergen van Ierland.

## De naam
"Ben Bulben" is de Engelse vorm van de Ierse naam "Binn Ghulbain". Het woord "binn" betekent meestal "berg", en "Ghulbain" betekent ofwel "van Gulban" of "kaakvormig".

## Geologie

### Ontstaan
Ben Bulben is ontstaan tijdens de ijstijd toen grote delen van de aarde bedekt waren met ijs. Oorspronkelijk was het niet meer dan een bergkam, maar het ijs vormde daaruit de huidige berg.

### Samenstelling
De steilste stukken van Ben Bulben bestaan uit grote hoeveelheden Dartry-kalksteen bovenop kleinere hoeveelheden Glencar-kalksteen. De minder steile stukken bestaan uit Ben Bulben-schalie. De gesteenten werden in deze regio ca. 320 miljoen jaar geleden gevormd.

## Beklimming
Beklimmen van de noordkant is een gevaarlijke onderneming. Die kant krijgt de volle laag van storm en wind van de Atlantische Oceaan. Beklimmen van de zuidzijde is makkelijker (maar niettemin aanzienlijk minder makkelijk dan Knocknarea), mede omdat de hellingen niet erg steil zijn. Op de top wordt de klimmer beloond met een schitterend zicht op Yeats Country.

## Flora en fauna
Ben Bulben biedt plaats aan een unieke variëteit aan planten, met enkele organismen die nergens anders in Ierland worden gevonden. Vele daarvan zijn planten die goed gedijen in een koud klimaat, hetgeen wordt veroorzaakt door de lage temperaturen die een gevolg zijn van de hoogte van de berg. De enige dieren die leven op Ben Bulben zijn insecten.

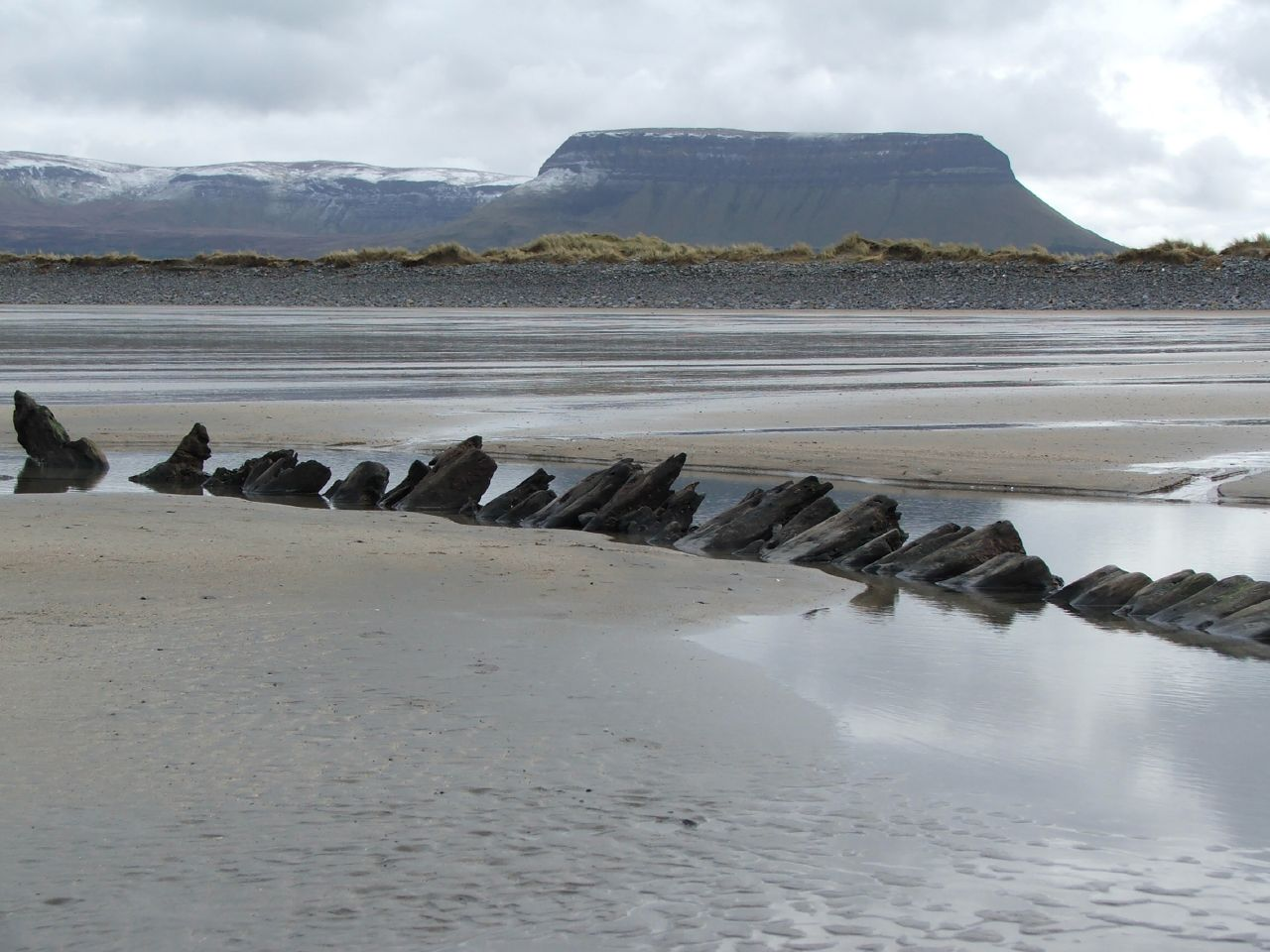
Vanuit Streedagh, op de voorgrond een wrak van de Spaanse Armada
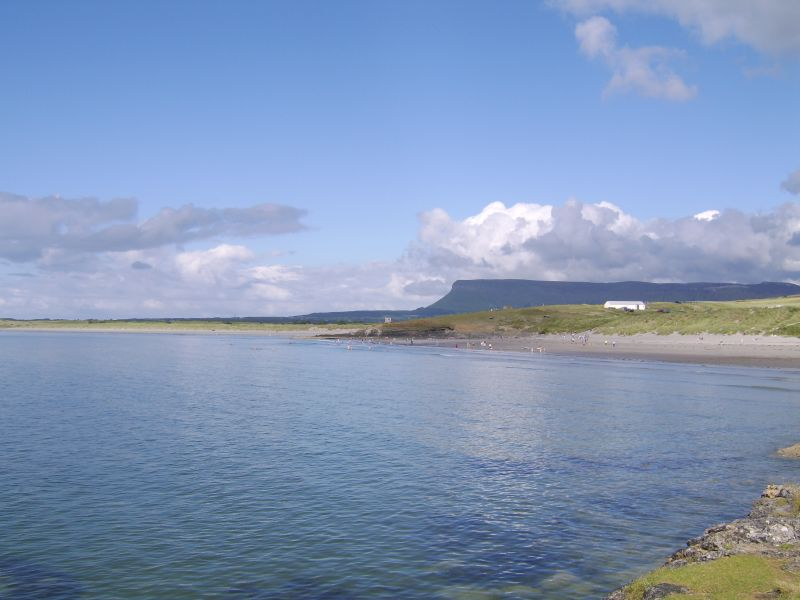
Het karakteristieke profiel van Ben Bulben gezien van Rosses Point
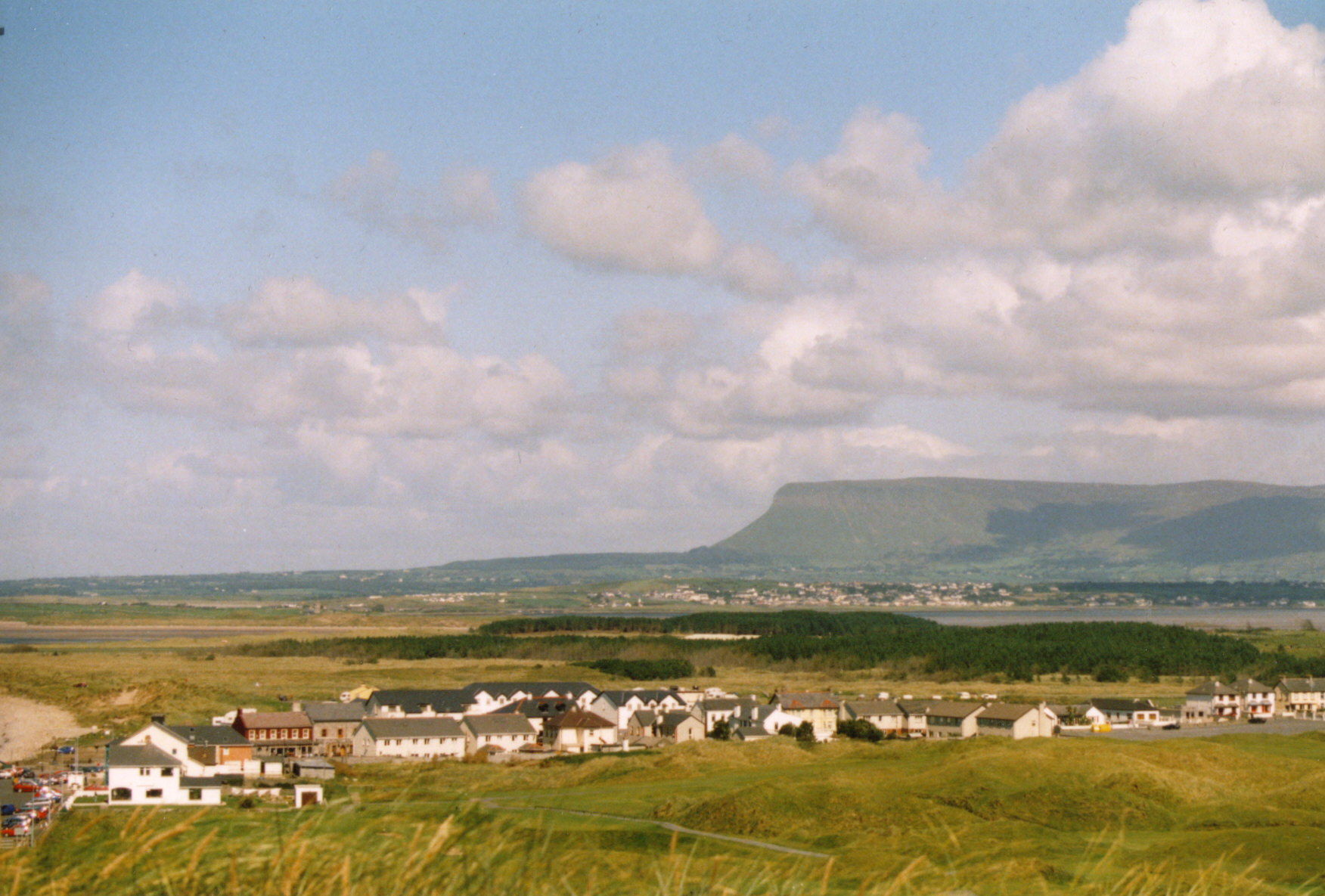
De berg gezien van Strandhill bij eb.
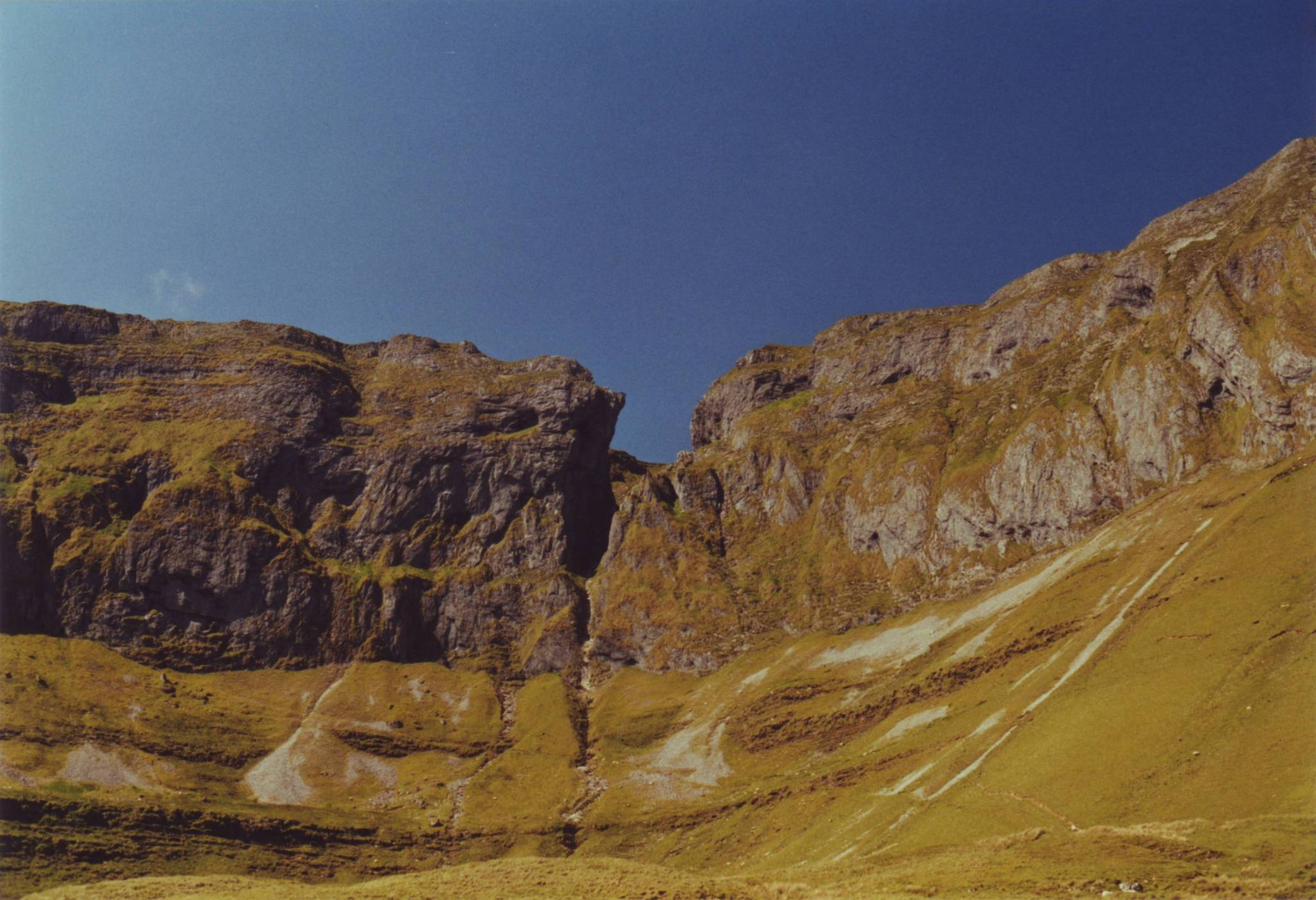
Detail van de berg

## In de Ierse geschiedenis

### Keltische legenden
Ben Bulben is de plaats waar veel Keltische legenden zich afspelen. Men zegt dat het de woonstede is van de Fianna, een groep strijders die leefde in de derde eeuw. Een voorbeeld is een verhaal waarin de strijder Diarmuid Ua Duibhne (Diarmund) door de reus Fionn mac Cumhaill (Finn McCool) wordt verleid tot een gevecht met een betoverd zwijn, dat de strijder doodt door diens hart met een slagtand te doorboren. De berg zou de laatste rustplaats zijn van Diarmuid and Grainne. Verder heeft Columba van Iona in de zesde eeuw 3000 soldaten de berg op geleid om te vechten voor zijn recht om een kopie te maken van een psalmboek dat hij had geleend van St. Finnian.

### Ierse burgeroorlog
In september 1922, tijdens de Ierse burgeroorlog, werd een colonne van de IRA inclusief pantserwagen in het nauw gedreven in Sligo. De wagen werd vernield door een andere pantserwagen van de National Army van de Ierse Vrijstaat, en negen IRA-soldaten vluchtten de Ben Bulben op. Zij werden uiteindelijk allemaal gedood, naar men beweert nadat ze zich hadden overgegeven.

## De dichter Yeats
Aan de voet van Ben Bulben, in het plaatsje Drumcliffe, ligt het graf van William Butler Yeats. De dichter werd daar op zijn eigen wens begraven. De omgeving van Ben Bulben heeft onofficieel Yeats Country. Yeats heeft een bekend gedicht geschreven met als titel Under Ben Bulben waarin hij een beschrijving geeft van Yeats Country.